# Paxillus involutus
Paxillus involutus là một loại nấm basidiomycete phân bố rộng khắp Bắc bán cầu. Nó đã vô tình được du nhập đến Úc, New Zealand, Nam Phi và Nam Mỹ, có lẽ được vận chuyển trong đất với cây châu Âu.
Loài này được mô tả lần đầu tiên bởi Pierre Bulliard vào năm 1785 và được Elias Magnus Fries đặt cho tên nhị thức hiện tại của nó vào năm 1838. Thử nghiệm di truyền cho thấy Paxillus incutus có thể là một phức hợp loài chứ không phải là một loài.